# Johann Melchior Molter
Johann Melchior Molter, född 
10 februari 1696 i Tiefenort nära Eisenach, död 12 januari 1765 i Karlsruhe, var en tysk kompositör och violinist.

Molter fick sin första musikaliska utbildning av fadern Valentin som var lärare och kantor i födelsestaden Tiefenort. Därefter gick han på gymnasium i Eisenach innan han hösten 1717 flyttade till Karlsruhe där han arbetade som violinist. 1719–1721 studerade han komposition i Italien och därefter var han tillbaka i Karlsruhe där han hade tjänst som kapellmästare 1722–1733. Därefter fick han samma tjänst hos hertigen av Sachsen-Eisenach till 1742 då han än en gång återvände till Karlsruhe. Han arbetade som lärare vid gymnasiet i fem år innan han blev anställd av markgreven Karl Fredrik av Baden. I den tjänsten blev han kvar till sin död.

## Verk i urval
- 170 symfonier
- 10 flöjtkonserter
- 6 violinkonserter
- 6 klarinettkonserter
- 5 oboekonserter
- 5 konserter för 2 trumpeter
- 3 fagottkonserter
- 3 trumpetkonserter
- 1 hornkonsert
- 1 cembalokonsert
- 1 violakonsert
- 1 cellokonsert
- 14 ouvertyrer